# ディリラバ
ディリラバ（ディルラバ・ディルムラット、ウイグル語: دىلرەبا دىلمۇرات、ローマ字表記: Dilreba Dilmurat、中国語: 迪丽热巴・迪力木拉提、拼音: Dílìrèbā Dílìmùlātí、1992年6月3日 - ）は、中華人民共和国のウイグル人の女優、歌手、ファッションモデル。
血液型：AB型、中国の十二支：猿、星座：双子座
2017年のテレビドラマ『永遠の桃花〜三生三世〜』の白鳳九役にて有名になった。2018年、テレビドラマ『逆転のシンデレラ 〜彼女はキレイだった〜』で中国電視金鷹奨の観客賞と女優賞をダブル受賞し、金鷹奨の歴史の中で最も若い受賞となった。

## 経歴
1992年6月3日、新疆のウルムチで生まれる。フルネームはディルラバ・ディルムラット。ディルムラットは父称（父親の名）である。父親のディルムラット・アバイドラ（迪力木拉提・艾拜杜拉）は中国芸能界最高の称号「国家1級演員」の俳優で中国新疆ウイグル自治区歌舞団（新疆歌舞団）の専属歌手。
父親の影響で、幼い頃からピアノやバイオリンの演奏を学び、2001年、9歳の時に芸術系の舞踏学校に入学して民族舞踊やバレエなどを習得する。大学は音楽系の学校に進学する予定だったが、音楽やダンス以外の新たな道を模索する中、演劇を専攻する進路を選ぶ。2004から2007年には新疆芸術学院附属中等芸術学校でダンスアートを専攻。卒業後、父親も歌手として所属する新疆歌舞団に入団しダンサーとなる。2009年、東北師範大学予科課程に進学。同年、吉林省で初の少数民族新曲コンテストに参加し、第3位を受賞。2011年、上海戯劇学院パフォーマンス部に入学、在学中の2013年に父親の勧めでメイン俳優たちが全てウイグル族というドラマ『阿娜尔罕』に主演し、2014年に卒業した（なおこの『阿娜尔罕』は、中国政府の新疆統治を正当化する昔のプロパガンダ映画をリメイクしたものだとの説もある）。
その後は、時代劇・現代劇ともにひっぱりだこの人気女優として活躍し、『風中の縁』（2012年）、『永遠の桃花 〜三生三世〜』（2017年）、そしてヴィック・チョウとの共演が話題の『如歌 〜百年の誓い〜』（2018年）といった歴史ドラマはもちろん、『逆転のシンデレラ 〜彼女はキレイだった〜』（2016年）、ダン・ルン共演作『スウィート・ドリームズ 〜一千零一夜〜』（2018年）などのラブコメ作品にも出演。
2020年には『夢幻の桃花〜三生三世枕上書～』で、『永遠の桃花 〜三生三世〜』の人気キャラクター白鳳九を再び演じ、1人2役に挑戦し、高い評価を獲得。その後も時代劇・現代劇問わず、『長歌行』『プラチナの恋人たち』（いずれも2021年）、『馭鮫記』『安楽伝』『公訴（原題）』（いずれも2022年）、『利剣薔薇（原題）』（2023年）など話題作への出演が続いている。

## 主な出演作品
太字は主役

### 映画
- 怦然星动（中国、2015年）郝美麗 役
- 傲娇与偏见　(中国、2017年)　唐楠楠
- ナミヤ雑貨店の奇蹟 再生（原題：解忧杂货店、中国・香港合作、2017年）トントン 役
- 21克拉 （中国、2018年） 劉佳音 役 （共演：郭京飞）
- 日月 （中国、2019年） 嫦娥 役 （共演：ショーン・ドウ）

### テレビドラマ
- 阿娜尔罕（中国、2014年）阿娜爾罕 役
- 古剣奇譚 〜久遠の愛〜（原題："古剑奇谭"、中国、2014年）芙蕖 役
- 微时代（中国、2014年）呉安珀（アンバー） 役
- 美人制造 〜唐の美容整形師（原題：美人制造、中国、2014年）傾城 役
- 風中の縁（原題：风中奇缘、中国、2014年）驪姫 役
- 逆光之恋（中国、2015年） 江離 役
- ダイヤモンドの恋人（原題：克拉恋人、中国、2015年） ガオ・ウェン 役
- ハンシュク〜皇帝の女傅（原題：班淑传奇、中国、2016年） 安心 役
- 爱的阶梯（中国、2016年） 宋子涵 役
- 六扇门（中国、2016年）蘇溢清 役
- 麻辣变形计（中国、2016年）关小迪 役
- 逆転のシンデレラ 〜彼女はキレイだった〜（原題：漂亮的李慧珍、中国、2017年）リー・フイジェン 役
- 永遠の桃花〜三生三世〜（原題：三生三世十里桃花、中国、2017年）白鳳九、陳貴人 役（一人二役）
- 麗姫と始皇帝 〜月下の誓い〜（原題：秦时丽人明月心、中国、2017年） 公孫麗 役（共演：张彬彬）
- 如歌 〜百年の誓い〜（原題：烈火如歌、中国、2018年）烈如歌、歌児 役（一人二役）
- スウィート・ドリームズ 〜一千零一夜〜（原題：一千零一夜、中国、2018年）リン・リンチー 役（共演：邓伦）
- 夢幻の桃花〜三生三世枕上書〜（原題：三生三世枕上书、中国、2019年）白鳳九、白小九、阿蘭若（一人三役）（共演：高伟光）
- ラブ・デザイナー 〜恋のお仕立てはじめます〜（原題：幸福，触手可及！、中国、2020年）ジョウ・ファン 役（共演：黄景瑜）
- 長歌行（原題：長歌行、中国、2021年、原作：夏達・長歌行・ウルトラジャンプ他掲載）李長歌 役
- プラチナの恋人たち（原題：你是我的荣耀、中国、2021年）チアオ・ジンジン 役（共演：楊洋）
- 馭鮫記 前編：月に君を想う／後編：月に愛を誓う（原題：与君初相識／恰似故人帰、中国、2022年） 紀雲禾 役（共演：任嘉倫）
- 公訴（中国、2023年） 安旎 役 （共演：佟大為）
- 安楽伝（原題：安樂傳、中国、2023年）任安楽、帝梓元 役 （一人二役）（共演：龔俊）

### バラエティーショー
| 年     | 中国語タイトル | 英語タイトル           | 役名                |            |
| ------ | -------------- | ---------------------- | ------------------- | ---------- |
| 2017年 | 奔跑吧         | Keep Running           | キャストメンバー    | シーズン 5 |
| 2018年 | 慢游全世界     | Travel, Feel the World | キャストメンバー    | 貴重な 3   |
| 2019年 | 创造营         | Produce Camp 2019      | プレゼンター ホスト | シーズン 2 |
| 2019年 | 极限挑战       | Go Fighting!           | キャストメンバー    | シーズン 5 |

### 広告
食品、飲料、基本的な商品、美容および小売製品からモバイルアプリケーションおよび技術製品に至るまでの多数の承認取引により、中国で最も需要の高いブランド大使の一人である。彼女はまた、ロレアルパリ 、アンカーアディダスやミキモトのようないくつかの国際的なブランドを支持している。P＆Gのウィスパー（日本国内では販売終了）は、彼女を広報担当者として関与させたことで売上が増加した。また中国での人種差別的な広告事件の後、ドルチェ&ガッバーナとの契約を終了した。